# 萊克賽德 (蒙大拿州)
萊克賽德（英語：Lakeside）是位於美國蒙大拿州弗拉特黑德縣的普查規定居民點。

## 歷史
萊克賽德的郵局自1948年營運至今。

## 人口
根據2020年美國人口普查的數據，萊克賽德的面積為46.52平方千米，當中陸地面積為36.47平方千米，而水域面積為10.04平方千米。當地共有人口2705人，而人口密度為每平方千米58.15人。